# Simón Castro
Simón Alfonseca Castro (nacido el 9 de abril de 1988 en San José de Los Llanos) es un lanzador dominicano de ligas menores que se encuentra en la organización de los Medias Blancas de Chicago.
Después de la temporada 2010, Castro fue añadido al roster de 40 jugadores de los Padres de San Diego para protegerlo del draft de la Regla 5.
El 31 de diciembre de 2011, Castro, junto con Pedro Hernández, fueron canjeados a los Medias Blancas de Chicago a cambio del jardinero Carlos Quentin.